# Barcania kaltenbachi
Barcania kaltenbachi is een slakkensoort uit de familie van de Clausiliidae. De wetenschappelijke naam van de soort werd voor het eerst geldig gepubliceerd in 1956 door Brandt.